# Quercus humboldtii
Quercus humboldtii — вид рослин з родини букові (Fagaceae); поширений у Колумбії й Панамі.

## Опис

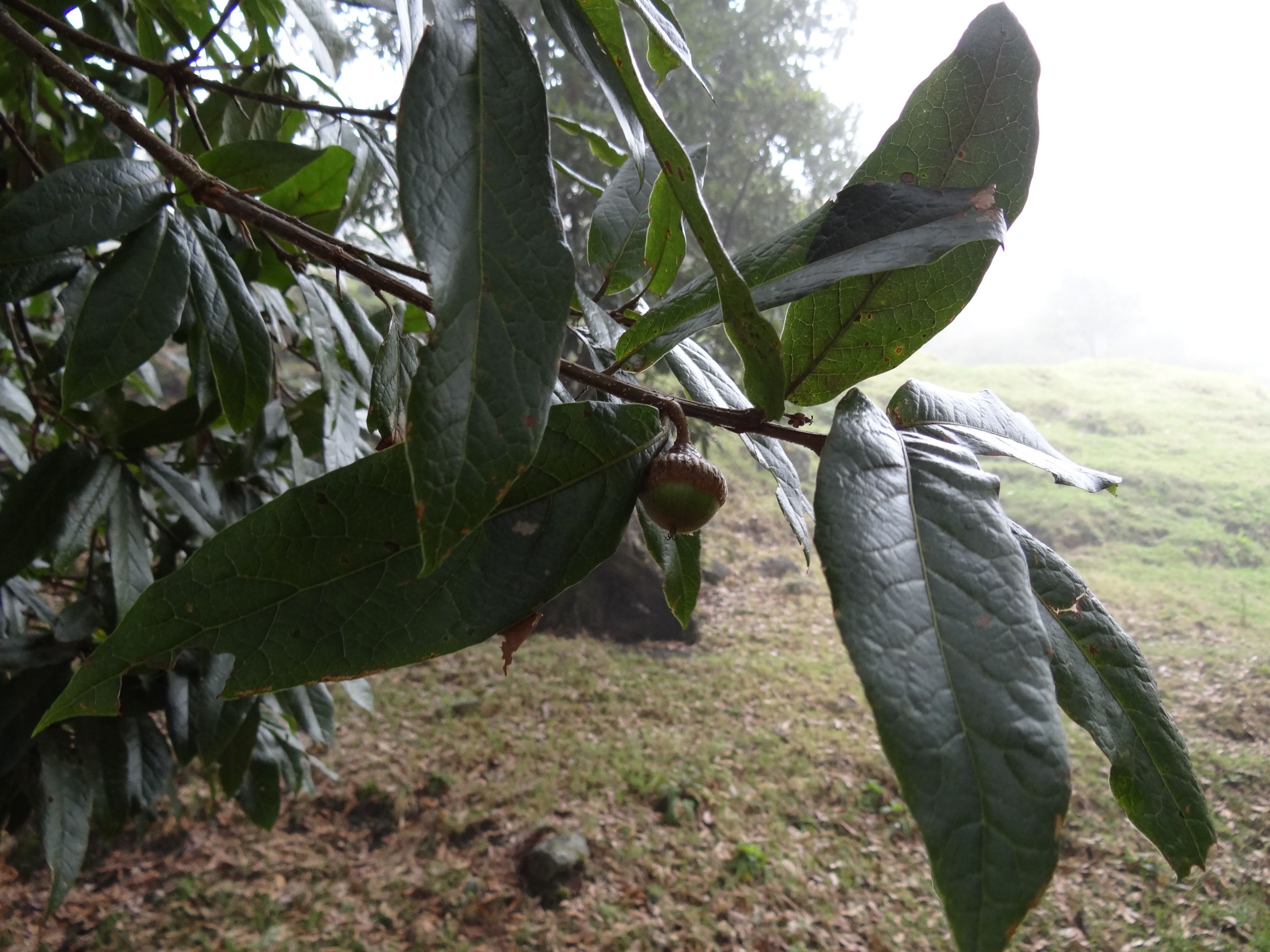
листя й жолудь

Це дерево, що повільно росте й досягає приблизно 30 м у висоту. Стовбур діаметром приблизно 35–40 см з чорною корою. Жолудь 2–3 см завширшки і 5–7 см завдовжки. Крона округла. Кора шорстка, чорнувата. Гілочки без волосся. Листки завдовжки 14 см, у пучках на кінці гілок, еліптично-ланцетні; верхівка та основа загострені; край цілий, хвилястий, беззубий або рідко з кількома зубчиками біля верхівки; світло-зелені, голі зверху й блідіші знизу з опушенням вздовж середньої жилки; ніжки листків короткі.

## Середовище проживання
Поширений у Колумбії й південній Панамі.
Росте у найвищих частинах гір, де схили круті і становлять від 30 до 50%; висота: 1100–3200 м. Він віддає перевагу глинам і важким, кислим ґрунтам, які є глибокими і добре дренованими.

## Використання
Q. humboldtii має високоякісну деревину для комерційного використання.

## Загрози й охорона
У цілому, схоже, відбувається швидке вирубування лісів середовища існування Q. humboldtii. Наприклад, залишається лише 20–30% початкового екорегіону гірських лісів Сьєрра. Крім того, гірські ліси в центральній Колумбії роздроблені, і на відстані від 1 000 до 2000 метрів над рівнем моря більша частина ареалу знищена. Q. humboldtii можна знайти в декількох заповідних місцях проживання.